# توماس فـان دن بيلت
توماس فـان دن بيلت (بالهولندية: Thomas van den Belt) هو لاعب كرة قدم هولندي في مركز الوسط، ولد في 18 يونيو 2001 في Zwolle ‏ في هولندا. لعب مع بي إي سي زفوله.

## وصلات خارجية
- توماس فـان دن بيلت على موقع الاتحاد الأوربي (الإنجليزية)
- توماس فـان دن بيلت على موقع قاعدة بيانات كرة القدم.إي يو (الإنجليزية)
- توماس فـان دن بيلت على موقع ليكيب (الفرنسية)
- توماس فـان دن بيلت على موقع Soccerway.com (الإنجليزية)
- توماس فـان دن بيلت على موقع عالم كرة القدم.نت (الإنجليزية)